# تومرا

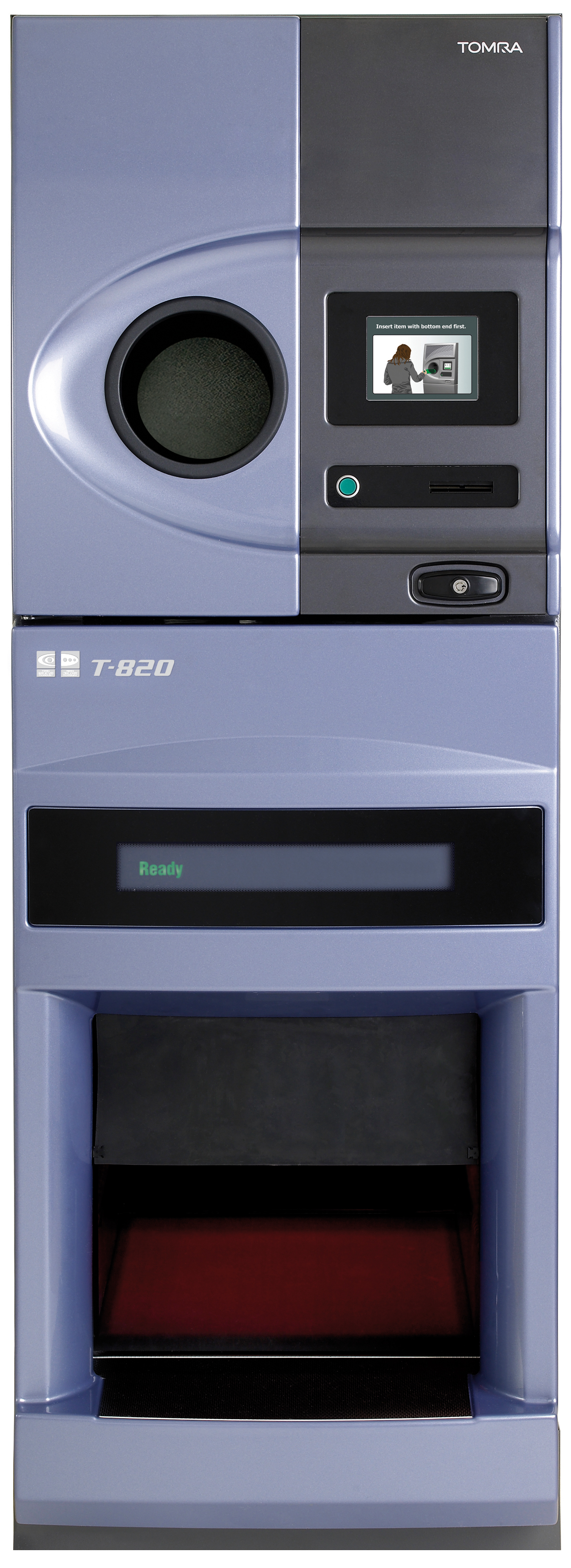
آلة تومرا تي-820 بي سي (الزجاجة والصندوق).

تومرا هي شركة نرويجية متعددة الجنسيات تصنع منتجات التجميع والفرز، مثل آلات البيع العكسي لإعادة تدوير الزجاجات والعلب، بالإضافة إلى آلات لصناعة الأغذية وإعادة التدوير والتعدين.   مع أكثر من 82000 ( آلة بيع عكسي ) مثبتة، و10000 فرز للأغذية و6000 نظام إعادة تدوير في جميع أنحاء العالم، تعد شركة تومرا الشركة الرائدة في السوق في صناعاتها. 
تم إدراج شركة تومرا في بورصة أوسلو (OSEBX) تحت رمز التداول توم.  يقع المقر الرئيسي للشركة الأم، تومرا للأنظمة أيه أس أيه، في أسكر ، النرويج ، مع وجود أقسام مركزية في مولهايم-كارليش ، ألمانيا وشيلتون، كونيتيكت .

## أنظر أيضاً
- تشريعات إيداع الحاويات
- إنفينيتوم AS
- قائمة الشركات النرويجية
- آلة البيع العكسية

## روابط خارجية
- الموقع الرسمي